# Ilhéu dos Pássaros
O Ilhéu dos Pássaros (em Crioulo cabo-verdiano: Djeu) é um ilhéu com 82 metros de altitude situado no município de São Vicente a cerca de 2 a 3 km a noroeste da cidade do Mindelo.
O Ilhéu dos Pássaros hospeda um pequeno farol e fecha a Baía do Porto Grande, grande porto natural da ilha de São Vicente formado pela cratera submarina de um vulcão com cerca de 4 km de diâmetro.

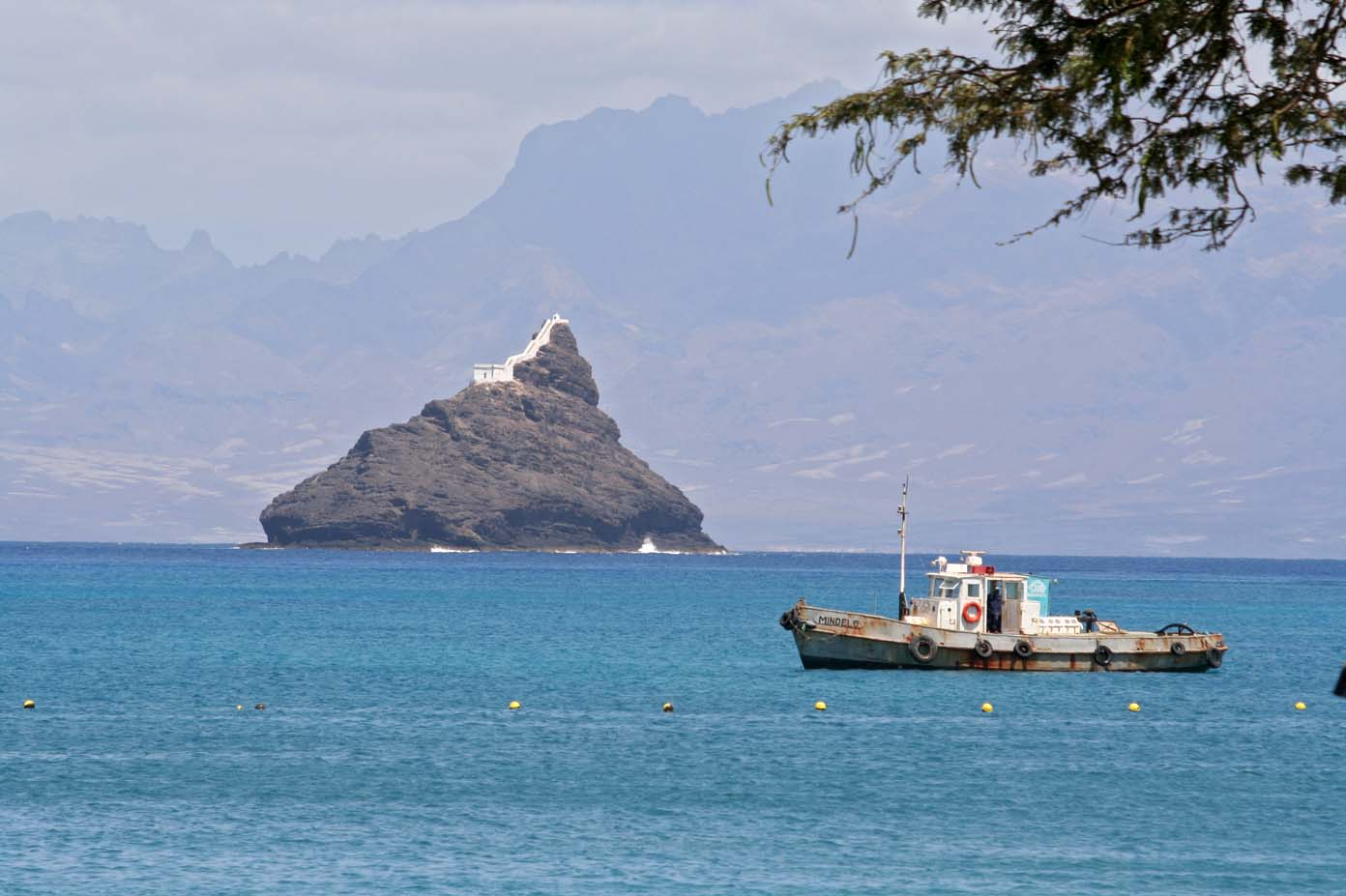
Ilhéu dos Pássaros frente à ilha de São Vicente

## Ilhas próximas
- Santo Antão, a norte
- São Vicente, a leste, sul e oeste

## Referěncias
1. ↑  «Cópia arquivada» (PDF). Consultado em 6 de outubro de 2016. Arquivado do original (PDF) em 28 de julho de 2012
2. ↑  Pitt Reitmaier, Lucete Fortes: Cabo Verde – Kapverdische Inseln. 5. Auflage. Reise Know-How Verlag, Bielefeld 2009, ISBN 978-3-8317-1771-2